# Marblepsis mona
Marblepsis mona är en fjärilsart som beskrevs av Collenette 1956. Marblepsis mona ingår i släktet Marblepsis och familjen tofsspinnare. Inga underarter finns listade i Catalogue of Life.